# Ngo
Ngo é uma cidade do estado de Rios, na área de Andoni, na Nigéria. Em 2016, havia 103 369 habitantes.